# Christendemocratische Unie-Tsjecho-Slowaakse Volkspartij
De Christendemocratische Unie-Tsjecho-Slowaakse Volkspartij (Tsjechisch: Křesťanská a demokratická unie - Československá strana lidová KDU-ČSL) is een centrumrechtse christendemocratisch geïnspireerde politieke partij. De partij is in vergeleken met andere christendemocratische partijen in Europa beduidend kleiner, maar speelt wel een beduidende betekenis in het post-communistische Tsjechië als coalitiepartner van zowel de conservatieve Democratische Burgerpartij als de Tsjechische Sociaaldemocratische Partij in verschillende regeringen.

## Geschiedenis

### Oprichting en consolidatie(1918-1945)
De Tsjecho-Slowaakse Volkspartij was een Tsjecho-Slowaakse partij. De Volkspartij (CSL) werd in 1918p. 96 opgericht als gematigde katholieke-democratische partij. Het rekruteerde haar leden vooral uit de katholieke arbeidersklasse, de (katholieke) middenklasse en de kleine Tsjechische grootgrondbezittersklasse. De Tsjecho-Slowaakse Volkspartij was vooral actief in de Bohemen en Moravië. De Volkspartij participeerde in alle Tsjecho-Slowaakse regeringen tijdens het interbellum. Mgr. Jan Šrámek was al die tijd voorzitter van de partij.
De Volkspartij was actief in het verzet tegen de Duitse bezetter. Mgr. Jan Šrámek was minister-president in de Tsjecho-Slowaakse regering in ballingschap te Londen (president: Edvard Beneš). Na de Tweede Wereldoorlog (1945) nam de Volkspartij deel aan de coalitie van het "Nationaal Front", die door de communisten werd gedomineerd. Mgr. Šrámek werd na de communistische staatsgreep van 1948 tot aftreden gedwongen en vervangen door een van de leiders van de linkervleugel van de Volkspartij, Alois Petr.pp. 108-111

### Tijdens de communistische periode (1948-1989)
De Volkspartij was de eerste Tsjecho-Slowaakse partij die vóór een verregaande samenwerking met de Tsjecho-Slowaakse Communistische Partij koos. Later volgden ook de Tsjecho-Slowaakse Nationale Socialistische Partij en de Slowaakse partijen.
De verzetsstrijder, priester Josef Plojhar, werd in de communistische regering opgenomen als minister van Volksgezondheid.p. 116 In 1951 volgde Plojhar Alois Petr op als voorzitter van de Volkspartij. Ruim twintig jaar, van 1948 tot 1968, was Plojhar voorzitter van de partij.
Tijdens de Praagse Lente was er kritiek op priester Plojhar. Op 31 december 1968 trad hij als voorzitter af (gest. 1981). Zijn opvolgers volgden de lijn van samenwerking met de communistische partij.
Zbyněk Žalman, voorzitter sinds 1981, moest in november 1989 plaatsmaken voor Josef Bartončík, die kritischer tegenover de communisten stond. Tijdens de Fluwelen Revolutie van november 1989 stapte de Volkspartij uit het Nationaal Front en verbrak de samenwerking met de communisten.

### Na de val van de muur(1989-)
Na de val van het communisme in Tsjecho-Slowakije nam de partij een centrumrechts programma aan. Desondanks bleek de naam "Tsjecho-Slowaakse Volkspartij" te veel verbonden met het communistische verleden. In maart 1992 fuseerde de Tsjecho-Slowaakse Volkspartij met enkele kleinere christelijke partijen en de naam werd veranderd in 'Christendemocratische Unie-Tsjecho-Slowaakse Volkspartij' (KDU-ČSL).

## Voorzitters van de KDU-ČSL
| Jan Šrámek        | 1919-1948 |
| Alois Petr        | 1948-1951 |
| Josef Plojhar     | 1948-1968 |
| Antonín Pospíšil  | 1968-1973 |
| Rostislav Petera  | 1973-1980 |
| Frantisek Toman   | 1980-1981 |
| Zbyněk Žalman     | 1981-1989 |
| Josef Bartončík   | 1989-1990 |
| Josef Lux         | 1990-1998 |
| Jan Kasal         | 1998-2001 |
| Cyril Svoboda     | 2001-2003 |
| Miroslav Kalousek | 2003-2006 |
| Jan Kasal         | 2006      |
| Jiří Čunek        | 2006-2009 |
| Cyril Svoboda     | 2009-2010 |
| Pavel Bělobrádek  | 2010-2019 |
| Marek Výborný     | 2019-2020 |
| Marian Jurečka    | 2020-     |